# Социология искусства

Эжен Делакруа. Свобода, ведущая народ. 1830. Лувр (Франция)

Социология искусства — отрасль социологии, изучающая проблемы социального функционирования искусства и разнообразные формы взаимодействия искусства и общества. Внутри этой дисциплины существует два основных направления: эмпирическое и теоретическое. Теоретическая социология искусства занимается выявлением форм взаимосвязи искусства и общества, влияние социальных групп и властных институтов на тенденции развития художественного творчества и критерии художественности. Эмпирическая социология искусства исследует аудитории, их восприятие искусства, проводит количественный анализ процессов художественного творчества и его восприятия. Похожие дисциплины: психология искусства, искусствознание, философия искусства.

## История социологии искусства
Само словосочетание «социология искусства» было впервые использовано бельгийским искусствоведом А. Микиельсом в 1847 году. Он первым объявил необходимость создания такой науки, поскольку считал, что невозможно понять искусство эпохи, не принимая во внимание общественное влияние на него. Последователем А. Микиельса стал французский философ и историк Ипполит Тэн. В своей книге «Философия искусства» он поддержал тезис об обусловленности искусства общим состоянием развития общества в определённый период времени. А также сформулировал основной закон своей социологии искусства — тип, характер, тематика и форма данного искусства закономерно обусловлены, с одной стороны, климатом и расой, а с другой стороны — «общим состоянием умственного и нравственного развития, господствующим в данном обществе». У истоков социологии искусства также стоял Ж. М. Гюйо, написавший книгу «Искусство с точки зрения социологии», опубликованную в 1889 г. во Франции.
В 1892 году французский критик Э. Геннекен опубликовал книгу «Опыт построения научной критики», четвёртая глава которой носит название «Социологический анализ». В ней автор сформулировал так называемый закон Геннекена, состоящий в том, что произведение искусства производит впечатление только на человека с «душевной организацией», похожей на организацию художника. То есть отношение к художественному произведению формируется под воздействием жизненного опыта и условий существования зрителя.
В 1920-е годы были изданы два исследования немецкого искусствоведа В. Гаузенштейна — «Искусство и общество» и «Опыт социологии изобразительного искусства». В. Гаузенштейн предпринял попытку создать социологию изобразительных искусств и проследить соответствие искусства и периода развития человеческого общества.
В 1923 году была опубликована книга Л. Шюккинга под названием «Социология литературного вкуса», в которой автор описывал эволюцию художественных вкусов в зависимости от изменения «духа эпохи». В каждой из эпох, по мнению Л. Шюккинга, существуют дифференцированные читательские группы, отличные по своим художественным вкусам. Изменения же вкуса обусловлено борьбой между этими социальными группами. Ученый также занимался рассмотрением профессионального положения писателя в разные эпохи.
Широкое распространение в XX веке фотографии и кинематографа оказало влияние на социологию искусства. В 1936 году вышло эссе В. Беньямина «Произведение искусства в эпоху его технической воспроизводимости». Новые технологии, по В. Беньямину, связаны с демифологизацией таких понятий, как «гениальность» и «аура», критикой оппозиции «высокое — массовое искусство», темой демократизации искусства.
В середине XX века сложилась в качестве самостоятельной дисциплины социология музыки (Т. Адорно), обособилась социология театра (Ж. Дювиньо), кино и телевидения. Т. Адорно в своих работах рассматривал социальные функции музыки, выработал типологию слушателей, выделил отражение в музыке классовой структуры общества и национального характера. В этот же временной период русско-американский социолог П. Сорокин обратил внимание на феномен коммерциализации искусства и отметил, что такая ситуация подчиняет художников дельцам.
В 1948 году во Франции была создана первая кафедра социологии искусства в Практической школе высших исследований в Париже, её возглавил Пьер Франкастель. В своей работе «Этюды социологии искусства» он выдвинул идеи о необходимом уходе от элитарности искусства, так как оно является способом коммуникации и трансформации мира и должно быть доступно каждому.
Влияние на социологию искусства оказал Пьер Бурдье, он исследовал публику и художественное потребление («Любовь к искусству»). Ученый также затронул важную для формирования социальных различий категорию художественного вкуса. В своей работе 1979 года «Различие. Социальная критика суждения вкуса» автор пришел к выводу, что социальный снобизм распространяется по всему современному миру, а разные эстетические приоритеты — это нередко результат нежелания уподобиться выбору других социальных групп. Таким образом, не существует «чистого» художественного вкуса. П. Бурдье обратил внимание на контекст, а точнее «поле», в котором создается произведение искусства.
В 1973 году вышла в свет книга профессора социологии искусства А. Зильберманна — «Эмпирическая социология искусства». Ученый призывал к построению социологии искусства на основе социологических обобщений эмпирических данных. Художественный процесс, с его точки зрения, должен исследоваться как цельное взаимодействие художников, произведений искусства и публики. Целями социологии искусства, по 3ильберману, являются исследование динамического характера искусства как социального явления, развитие законов предсказания тех или иных художественных явлений.

## История развития социологии искусства в России

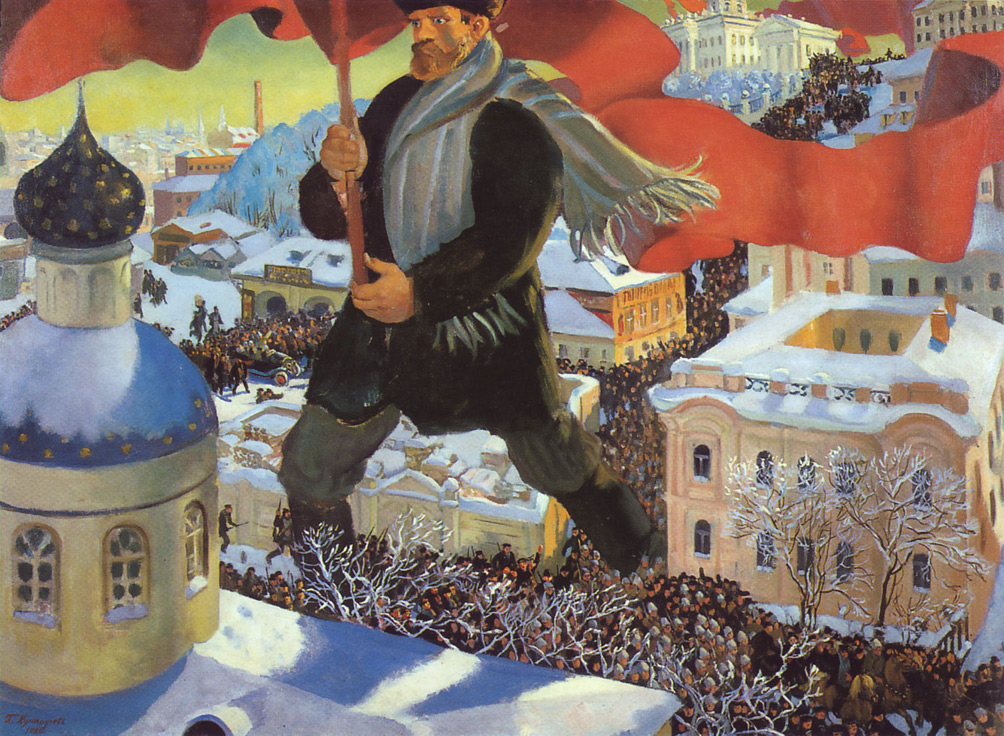
Б. М. Кустодиев, Большевик (1920). Третьяковская галерея

Как научная дисциплина социология искусства возникла в России в конце XIX — начале XX века. Одним из её основоположников считается Г. В. Плеханов, который описал основные свои идеи в работе «Французская драматическая литература и французская живопись XVIII века с точки зрения социологии» (1905). Он утверждал, что искусство и литература выражают стремления и настроения данного общества или конкретного класса. По его мнению, изучая искусство с социологической точки зрения, можно установить его социальные предпосылки.
Ряд русских ученых в то же время занимались проведением эмпирических исследований. Например, А. Д. Ярцев изучал аудиторию в народных театрах. В работе Ю. У. Фохт-Бабушкина «Публика театра в России — социологические свидетельства 1890—1930» приводятся многочисленные данные о социологических исследованиях театральной публики тех лет. Библиограф Н. А. Рубакин занимался исследованиями по социологии чтения и развивал идеи Э. Геннекена, результаты этих научных изысканий можно найти в его работах «Этюды о русской читающей публике», «Психология читателя и книги».

## Социология искусства как современная академическая дисциплина
Современная социология искусства приобрела институциональный характер. По всему миру стали открывать кафедры и исследовательские центры, выпускаться научные журналы посвященные этой области социологии. В 1965 году в Университете музыки и исполнительских искусств Вены был основан Институт социологии музыки.
В Париже издается журнал «Sociologie de l’Art» («Социология искусства»). В 1985 году в Марселе состоялась первая Международная конференция социологов искусства. Международная конференция «Искусство в обществе» проводится ежегодно в различных городах и странах. Первые две такие встречи состоялись в Эдинбурге в 2006 и 2007 годах, затем в Бирмингеме, Венеции, Сиднее, Берлине. В июле 2012 года VII Международная конференция «Искусство в обществе» прошла в Ливерпуле.